# Philogelos
Der Philogelos (altgriechisch Φιλόγελως, dt. „Lachfreund“) ist die einzige erhaltene Sammlung von 265 Witzen aus der Antike.
Das Werk ist in griechischer Sprache verfasst. Als Autoren sind Hierokles und Philagrios genannt, die mündlich weitergegebene Witze sammelten und auch solche aus anderen Schriften übernahmen. Die Zusammenstellung des Philogelos kann erst in der römischen Kaiserzeit abgeschlossen worden sein, da die Tausendjahrfeier Roms im Jahr 248 n. Chr. erwähnt wird. Antike Witzsammlungen werden aber bereits bei Plautus (um 254 – um 184 v. Chr.) erwähnt.
Die Sammlung ist thematisch gegliedert. Gegenstand des humoristischen Spotts sind Studierte (Σχολαστικοί), Geizige (Φιλάργυροι), Prahler (Ἀλαζόνες), ein Dummkopf (Μωροί), Abderiten (Ἀβδηρῖται), Sidonier (Σιδόνιοι), Schlagfertige (Εὐτράπελοι), Kymäer (Κυμαῖοι), Mürrische (Δύσκολοι), Unbegabte (Ἀφυεῖς), Angsthasen (Δειλοί), Faulpelze (Ὀκνηροί), Neidhammel (Φθονεροί), Vielfraße (Λιμόξηροι), Trinker (Μέθυσοι), Leute mit üblem Mundgeruch (Ὀζόστομοι), Weiber (Γυναῖκες) und Weiberfeinde (Μισογύναιοι). In der ersten und mit 103 von insgesamt 265 Einträgen weitaus größten Gruppe geht es um den „dümmlichen und realitätsfernen Schreibstubengelehrten“, den scholastikos σχολαστικὸς, in der Übersetzung „von Thierfelder richtig, aber etwas unglücklich mit dem heute ungebräuchlichen Wort »Kalmäuser« wiedergegeben.“
Der Zweck der Zusammenstellung ist nicht gesichert. Bei antiken Gastmählern erzählte man gern Anekdoten und Scherze. Witzbücher eigneten sich gut zur Vorbereitung auf ein solches gesellschaftliches Ereignis.

## Ein Beispiel
„Ein Kalmäuser, der schwimmen wollte, wäre fast ertrunken. Er schwur, nicht mehr ins Wasser zu gehen, ehe er schwimmen gelernt hätte.“
„Σχολαστικὸς κολυμβᾶν βουλόμενος παρὰ μικρὸν ἐπνίγνη· ὤμοσεν οὖν μὴ ἅψασθαι ὕδατος, ἐὰν μὴ πρῶτον μάθηι κολυμβᾶν.“
Anscheinend kam dieser Scherz auch im 20. Jahrhundert noch gut an. Hermann Hesse zitierte in Der Steppenwolf Novalis:
„Die meisten Menschen wollen nicht eher schwimmen, als bis sie es können.“
In Novalis’ postum veröffentlichten Fragmenten steht es ein klein wenig anders:
„Die meisten Menschen wollen nicht eher schwimmen bis sie es können.“
Man findet es auch in dem 1774 publizierten Drama Der Hofmeister von Jakob Michael Reinhold Lenz:
„Ich sollte wohl wieder nach dem Teich mit dir – aber wir wollen nicht eher schwimmen als bis wir’s Schwimmen gelernt haben, mein ich.“

## Ausgaben
- Der Lachfreund. Von Hierokles und Philagrios. Griechisch-deutsch mit Einleitungen und Kommentar herausgegeben von Andreas Thierfelder. Heimeran,  München 1968.
- Gerhard Löwe (Hrsg.): Hierokles und Philagrios. Philogelos oder Der Lach-Fan. Koehler und Amelang, Leipzig 1981.
- Kai Brodersen (Hrsg.): Philogelos. Antike Witze, griechisch und deutsch. Marix, Wiesbaden 2016, ISBN 978-3-7374-1038-0